# سفارة فرنسا في منغوليا
سفارة فرنسا في منغوليا هي أرفع تمثيل دبلوماسي لدولة فرنسا لدى منغوليا. تقع السفارة في أولان باتور وهي تهدف لتعزيز المصالح الفرنسية في منغوليا.

## وصلات خارجية
- الموقع الرسمي
- قائمة سفارات فرنسا
- قائمة السفارات في منغوليا